# 南郷13丁目駅
南郷13丁目駅（なんごうじゅうさんちょうめえき）は、北海道札幌市白石区南郷通13丁目にある札幌市営地下鉄東西線の駅である。駅番号はT15、副駅名は「恵佑会第2病院前」。

## 歴史
- 1982年（昭和57年）3月21日：白石駅 - 新さっぽろ駅間延伸開業に伴い、設置[1][2]。
- 2008年（平成20年）10月25日：可動式ホーム柵が稼働開始[3]
- 2024年（令和6年）6月1日：副駅名「恵佑会第2病院」を設定し、駅名標の上に看板が設置された。契約金は約105万円で、掲出から3年間表示される[4]。

### 駅名の由来
計画時の仮称は「本郷駅」だった。

## 駅構造
地下1階に改札口とコンコース、地下2階に2面2線の相対式ホームがある。出入口は3ヶ所ある。エレベーターはそれぞれのホームと改札口間に、1番出入口へ向かう途中に地上へのエレベーターが設置されている。

### のりば
| ホーム | 路線   | 行先             |
| ------ | ------ | ---------------- |
| 1      | 東西線 | 新さっぽろ方面   |
| 2      | 東西線 | 大通・宮の沢方面 |

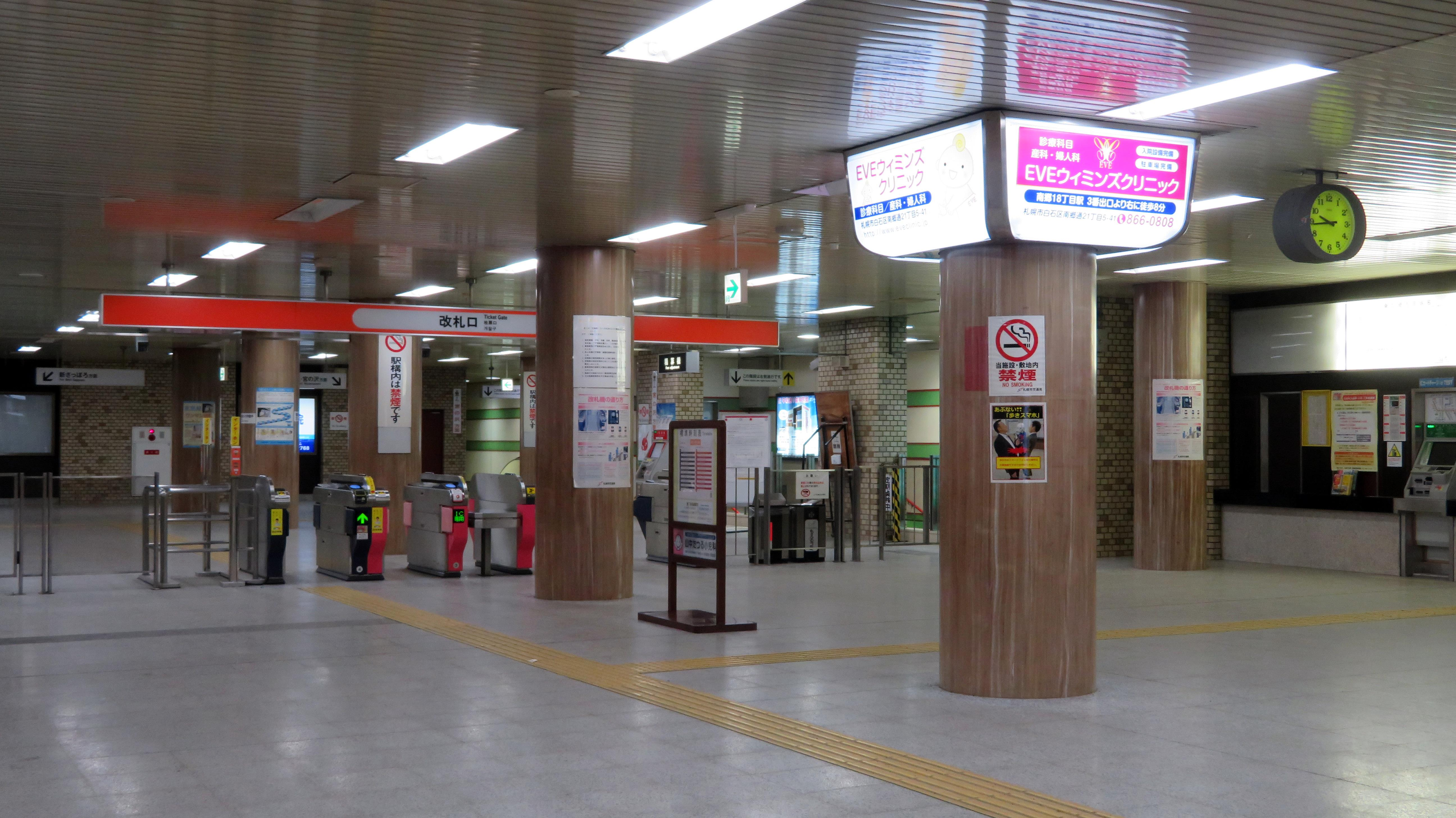
改札口
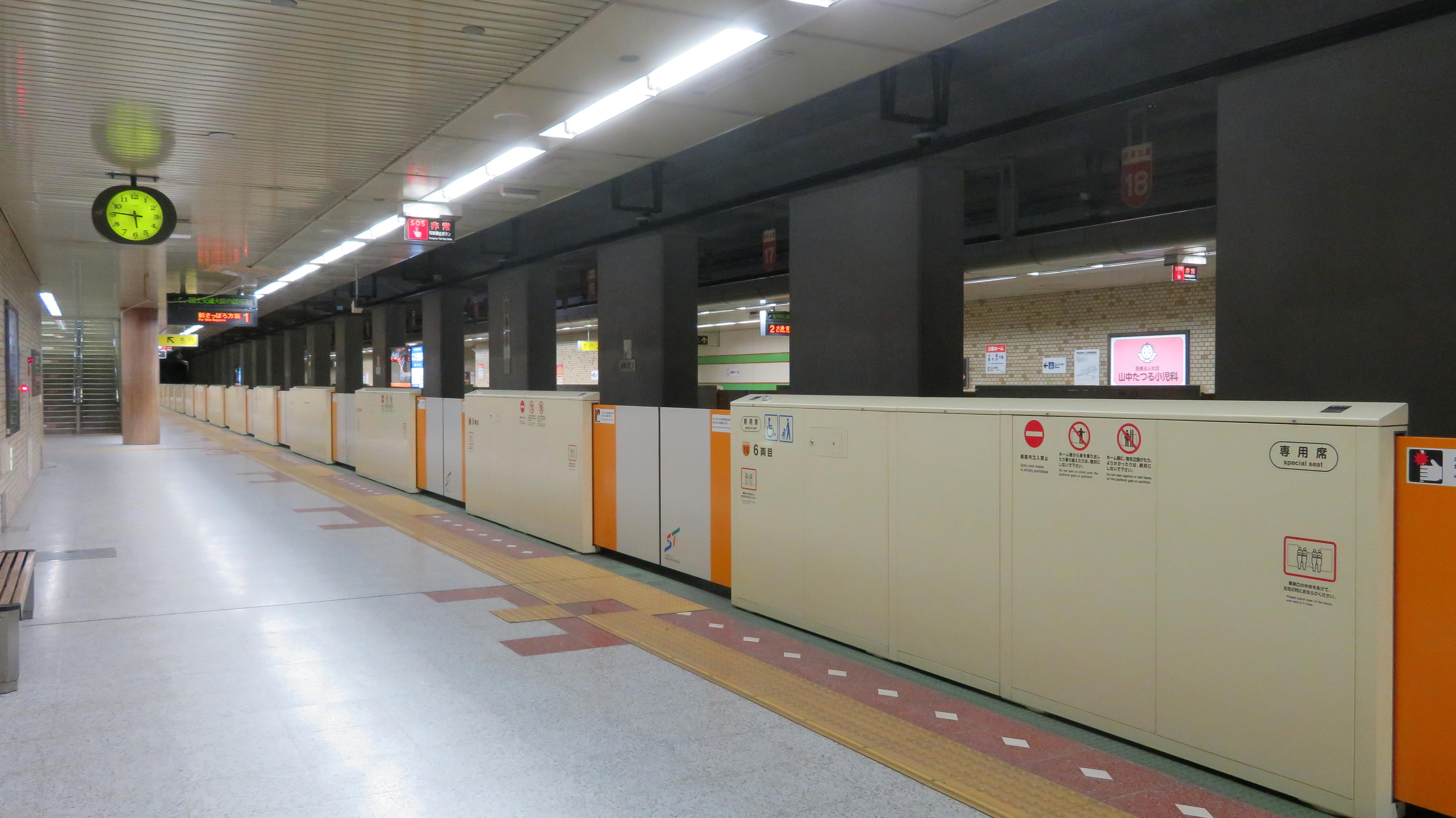
ホーム
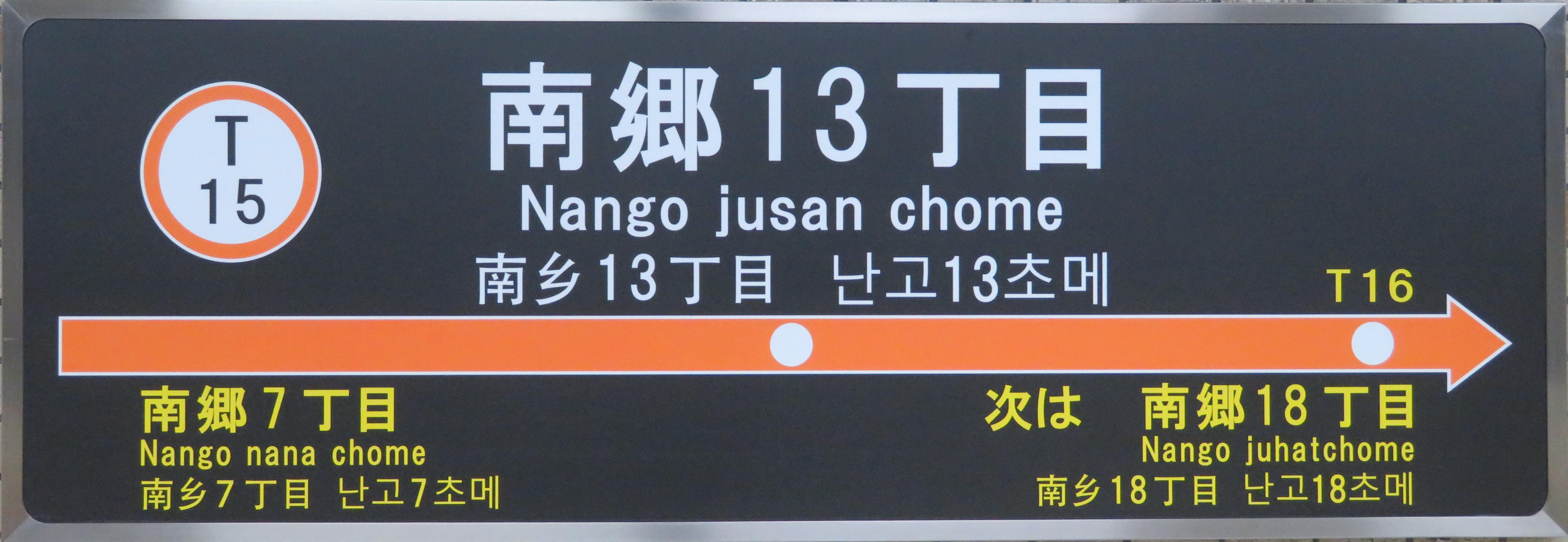
駅名標

## 利用状況
札幌市交通局によると、2020年度の一日平均乗車人員は6,113人だった。
近年の1日平均乗車人員の推移は以下のとおりである。
| 年度   | 1日平均 乗車人員 | 出典   |
| ------ | ---------------- | ------ |
| 2009年 | 5,852            | [ 7 ]  |
| 2010年 | 6,007            | [ 7 ]  |
| 2011年 | 6,087            | [ 8 ]  |
| 2012年 | 6,274            | [ 8 ]  |
| 2013年 | 6,457            | [ 8 ]  |
| 2014年 | 6,731            | [ 8 ]  |
| 2015年 | 6,848            | [ 8 ]  |
| 2016年 | 7,154            | [ 9 ]  |
| 2017年 | 7,410            | [ 9 ]  |
| 2018年 | 7,590            | [ 10 ] |
| 2019年 | 7,578            | [ 10 ] |
| 2020年 | 6,113            | [ 11 ] |

## 駅周辺
駅は南郷通（北海道道3号札幌夕張線）と白石藻岩通（北海道道453号西野白石線）の交差点直下にある。
- 北陸銀行白石支店
- 東光ストア南郷13丁目店
- 白石南郷郵便局
- 北海道道1148号札幌恵庭自転車道線（白石サイクリングロード）
- 湯めごこち南郷の湯（元：北海道中央バス南郷営業所）[12]
- 東白石まちづくりセンター[6]
- 白石区土木センター[6]
- 札幌市立東白石小学校[6]
- 札幌市立東白石中学校[6]
- 札幌市立本郷小学校[6]
- 国道12号
- 恵佑会札幌病院・恵佑会第2病院[13]
- 白石神社
- 日本医療大学 月寒本キャンパス
- 月寒東ショッピングセンター
  - コープさっぽろ月寒ひがし店
  - ケーズデンキ月寒店
  - ブックオフ月寒東店

## バス路線
北都交通の新千歳空港連絡バス、E 桑園系統「南郷13丁目」停留所が設置されているが、2024年（令和6年）4月1日現在休止中となっている。

## その他
- 駅スタンプは南郷13丁目駅のイニシャルNの中に白石神社が描かれている[16]。

## 隣の駅
札幌市営地下鉄
 東西線
南郷7丁目駅 (T14) - 南郷13丁目駅 (T15) - 南郷18丁目駅 (T16)